# Pandinurus awalei
Espèce
Pandinurus awalei est une espèce de scorpions de la famille des Scorpionidae.

## Distribution
Cette espèce est endémique du Somaliland en Somalie. Elle se rencontre vers Agabar.

## Description
Le mâle holotype mesure 97,83 mm et la femelle paratype 103,42 mm.

## Étymologie
Cette espèce est nommée en l'honneur d'Ahmed Ibrahim Awale.

## Publication originale
- Kovařík, Lowe & Elmi, 2020 : « Scorpions of the Horn of Africa (Arachnida: Scorpiones). Part XXV. Description of Pandinurus awalei sp. n. and the male of Pandiborellius somalilandus (Kovařík, 2012), with remarks on recent synonymies (Scorpionidae: Pandininae). » Euscorpius, no 322, p. 1-21 (texte intégral).